# Capitainerie de Goiás
La capitainerie de Goiás était l'une des divisions administratives du Brésil à l'époque coloniale. Elle fut créée le 9 mai 1748, par démembrement de la capitainerie de São Paulo. 
Le 28 février de 1821, elle devint une province qui formera plus tard l'État actuel de Goiás lors de la proclamation de la République Brésilienne en 1889 (ainsi que le Tocantins, créé en 1989).